# Жеравна (ледник)
 Тази статия е за ледник в Антарктика.  За селото вижте Жеравна.  
Жеравна (на английски: Zheravna Glacier) (62°32′50″ ю. ш. 59°40′56″ з. д. / 62.547222° ю. ш. 59.682222° з. д.) е ледник по южните склонове на Брезнишките възвишения на остров Гринуич. Получава това име през 2005 г. в чест на село Жеравна.

## Описание
Ледникът е с дължина 1,8 km и ширина 2 km. Простира се източно от ледник Вулфила, югоизточно от ледник Солис, запад-югозапад от ледник Мусала и западно от ледник Търговище. Ледник Жеравна се спуска от връх Разград на изток, от върховете Илинден и Момчилов на юг и рида Вискяр на запад. Оттича се в проток Макфарлан между нос Ефраим и нос Сорториус.

## Картографиране
Българска топографска карта на ледника от 2009 г.

## Карти
- L.L. Ivanov et al, Antarctica: Livingston Island, South Shetland Islands (from English Strait to Morton Strait, with illustrations and ice-cover distribution), 1:100000 scale topographic map, Antarctic Place-names Commission of Bulgaria, Sofia, 2005
- Л. Иванов. Антарктика: Остров Ливингстън и острови Гринуич, Робърт, Сноу и Смит. Топографска карта в мащаб 1:120000. Троян: Фондация Манфред Вьорнер, 2009. ISBN 978-954-92032-4-0